# 東急プロパティマネジメント
東急プロパティマネジメント株式会社（とうきゅうプロパティマネジメント、英称：Tokyu Property Management Co.,Ltd.）は、東京都世田谷区にあるプロパティマネジメント、ビルマネジメントなどを行う東急グループの会社である。東急株式会社の100％子会社であり、東急グループ内における不動産運営・管理事業の中核的役割を担っている会社である。

## 概要
東急グループ内において日本の大手私鉄の１つである東急電鉄沿線での開発が中心であり不動産デベロッパー機能を持つ東急株式会社（旧・東京急行電鉄）の子会社である。
同じ東急グループ内で都心五区を中心に事業展開を行なっている東急不動産や東急コミュニティーなどの東急不動産ホールディングスの子会社ではなく、同じ東急グループ内でも棲み分けがされている。首都圏の渋谷をはじめ東急線沿線を中心とした不動産運営・管理の実績がある。2004年にセキュリティ部門の一部を東急セキュリティに分社化し、2021年に親会社である東急株式会社のプロパティマネジメント事業を移管した。

## 主な管理実績

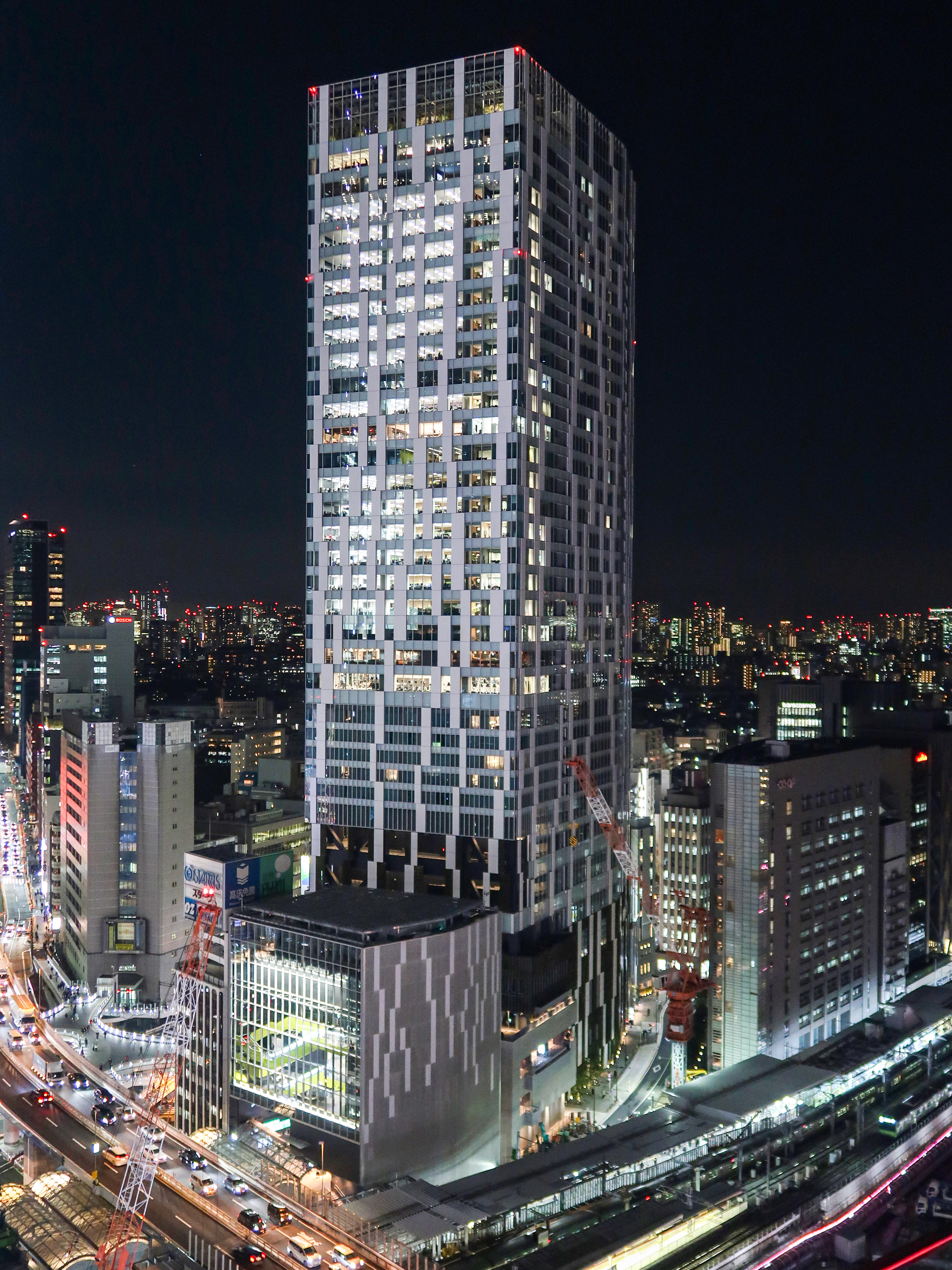
渋谷ストリーム

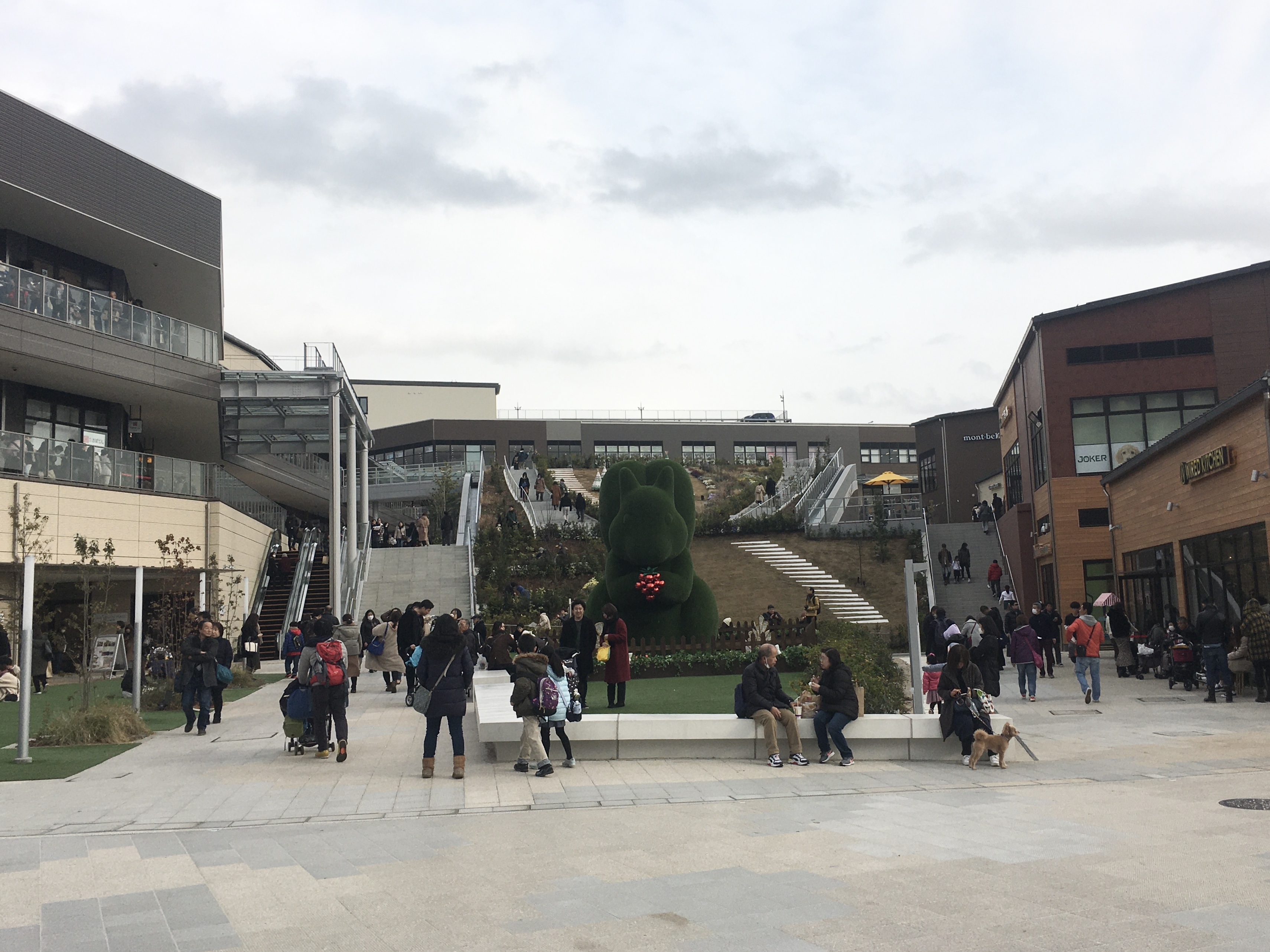
南町田グランベリーパーク

- 渋谷地下街
- 渋谷ヒカリエ
- 渋谷ストリーム
- 渋谷キャスト
- セルリアンタワー
- 渋谷マークシティ
- 東急百貨店本店
- 東急百貨店吉祥寺店
- ザ・キャピトルホテル 東急
- 東急病院
- たまプラーザテラス
- 青葉台東急スクエア
- 南町田グランベリーパーク
- 日吉東急avenue

## 環境活動への取り組み
環境活動への取り組みとして、ISO14001（環境マネジメントシステム）の認証を継続的に取得しており、省エネソリューションを積極的に展開している。また、再生可能エネルギーの導入や省エネの取り組みを推進しており、脱炭素の取り組みとして、2021年4月1日に自社の「研修センター」の電力を、太陽光や風力といった二酸化炭素を排出しない100%再生可能エネルギー由来の電力に切り替えている。

## 沿革
- 1956年（昭和31年）
  - 4月27日 - ビルの総合管理を目的として、東洋不動産管理株式会社設立。資本金は300万円、初代社長は佐藤賢了であった。
  - 11月12日 - 東洋不動産管理が東急傘下となる。
  - 11月22日 - 東洋不動産管理、東急管財に商号変更。
- 1961年（昭和36年）11月21日 - 城南交通営業開始。
- 1964年（昭和39年）
  - 7月3日 - 城南交通が渋谷サービス株式会社に商号変更。
  - 11月1日 - 渋谷サービスが東急交通株式会社を吸収合併。
- 1967年（昭和42年）11月27日 - 渋谷サービスが東急サービス株式会社に商号変更。
- 1974年（昭和49年）1月20日 - 渋谷サービスのタクシー事業を廃止。
- 1984年（昭和59年）5月16日 - 渋谷サービスのハイヤー事業を日本交通に譲渡。
- 1986年（昭和61年）4月1日 - 株式会社東急コンピュータシステム設立。
- 1991年（平成3年）10月1日 -株式会社市民レストランシステム設立。
- 2002年（平成14年）7月1日 - 渋谷サービスが東急管財を吸収合併し、商号を東急ファシリティサービスに変更。
- 2004年（平成16年）
  - 4月1日 - 市民レストランシステムを吸収合併。
  - 10月1日 - セキュリティ部門の一部分社化を行い、東急セキュリティ株式会社を設立。
- 2010年（平成22年）
  - 3月31日 - 東急ファシリティサービスの警備部門及び東急セキュリティの事業を、「TSサービス株式会社」に吸収合併し、警備事業を一元化する。TSサービスを同日付で東急セキュリティに商号変更[1][2]。
  - 10月1日 - 東急ファシリティサービスの北海道における施設管理部門を、同じく北海道で施設管理業を行っていたじょうてつサービスと統合し、北海道における東急グループの施設管理部門を一元化する。じょうてつサービスを同日付で北海道東急ビルマネジメントに商号変更[3]。
- 2011年（平成23年）4月1日 - 東急ストアの関連会社で、設備管理などを行っていた協同技術センターが株式譲渡により東急ファシリティサービスの関連会社となる。
- 2015年（平成27年）4月1日 - マンション管理事業を、吸収分割により東急不動産ホールディングスグループの東急コミュニティーに承継[4]。
- 2017年（平成29年）6月19日 - 本社を目黒区東山池尻大橋から、これまで分散していた本社機能を1箇所に集約するべく世田谷ビジネススクエアへ移転した。
- 2018年（平成30年）- 客室清掃事業を株式会社東急ホテルパートナーズへ分割。
- 2019年（令和元年）- フードサービス事業を東急グルメフロントへ分割。人材サービス事業を株式会社東急百貨店サービスへ分割。同社より建物管理運営業務を承継した。TFトータルサービス株式会社の全株式を取得した。
- 2021年（令和3年）4月1日 - 東急の不動産運営事業を東急ファシリティサービス株式会社へ順次移管し、東急ファシリティサービス株式会社は東急プロパティマネジメント株式会社に商号変更。これにより東急の不動産運営事業と、東急ファシリティサービスの不動産管理事業を、東急プロパティマネジメントが一社で一体的に展開することができ、賃貸資産の運営機能・管理機能の両機能をワンストップで提供することが可能となった[5]。

## 関係会社
- 東急株式会社 - 親会社。
- 東急技術センター株式会社
- TFトータルサービス株式会社

## かつての傘下企業
- 東急管財
  - 北海道新管財
  - 東北新管財
  - 山形新管財サービス

- 東急サービス
  - 東急コンピュータシステム（現在東急テックソリューションズとして、当社同様、東急の直接子会社）
  - 市民レストランシステム